# Даль, Юхан Кристиан Клаусен
Юхан Кристиан Клаусен Даль (норв. Johan Christian Klausson Dahl; 24 февраля 1788, Берген — 14 октября 1857, Дрезден) — норвежский живописец и график, основоположник норвежского национального пейзажа. Отец художника Юхана Сигвальда Даля (1827—1902), примыкал к немецкой школе дрезденских романтиков.

## Биография
Занимался у Й. Г. Мюллера в Бергене (ок. 1808). С 1811 года обучался в Королевской академии искусств в Копенгагене. С 1817 года преподавал в классе рисунка.

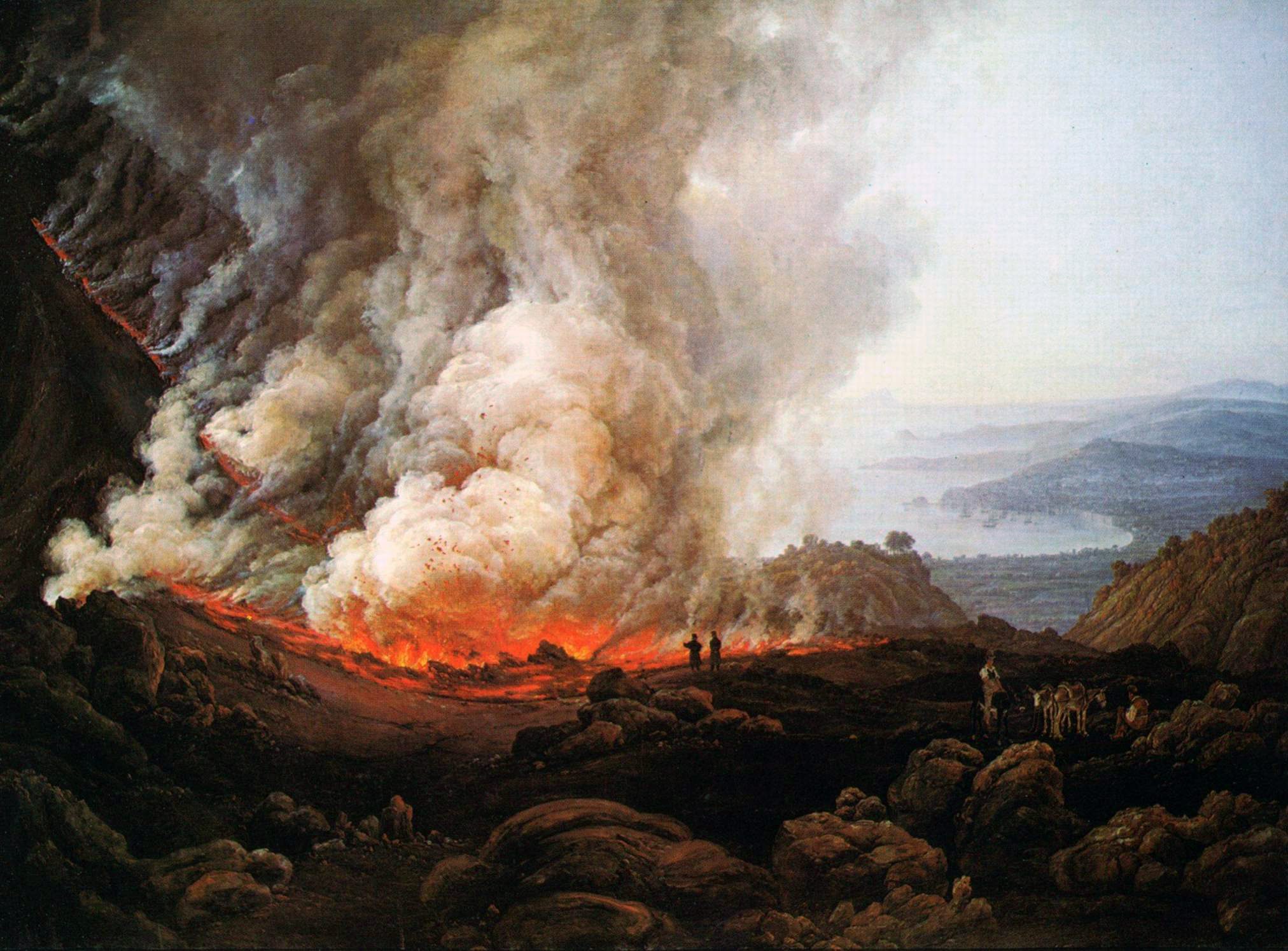
Извержение Везувия. 1820

В 1818 году, получив специальную стипендию от датского принца Фредерика, приехал в Саксонию и поселился в Дрездене. Здесь он присоединился к дрезденским романтикам, образующим группу вокруг Каспара Давида Фридриха. Вскоре женился на Эмилии фон Блок. В 1820—1823 годах совершил поездку в Италию, где не столько интересовался античными древностями, сколько занимался непосредственным наблюдением за природой этой страны. Созданные во время этой поездки многочисленные эскизы позже легли в основу романтических пейзажей Даля.
В летние месяцы он часто приезжал в Норвегию. С 1820 года работал в Неаполе. Увлёкся пейзажем, писал сцены извержения Везувия, как и Фридрих, изображая на первом плане фигурки людей. Жил и работал на вилле кронпринца Квизисана у Монте-Сант-Анджело в окрестностях города. У Даля много рисунков и акварелей с видами из окон виллы и террасы. Изучение голландской живописи и северных «итальянистов» привело к появлению тонального колорита в пейзажах художника. В 1826, 1834, 1839, 1844, 1850 гг. возвращался в Норвегию. С 1836 года преподавал в Академии художеств Дрездена.
В 1824 году вернулся в Дрезден, где совместно с Фридрихом получил профессорскую кафедру в местной Академии искусств. Впоследствии совершил много поездок за границу, прежде всего на свою родину, в Норвегию. Созданные на основе норвежских впечатлений картины Даля считаются одними из лучших в его творческом наследии. Анализируя используемую Далем палитру цветовых сочетаний, критики считают художника одним из предтеч импрессионизма.
В своём творчестве следовал традиции голландских пейзажистов XVII века, в частности Мейндерта Хоббема и Якоба ван Рёйсдала.
Даль писал главным образом горы, реки, долины и озёра Норвегии. Работы Даля всегда панорамны, в них тонко передано единство световоздушной среды («Лесной пейзаж», 1820; «Вид Штальхайма», 1826). Подобно живописцам-романтикам, он часто изображал водопады (рисунок «Водопад около Ломена», 1820), эффекты лунного света (рисунок «Пейзаж с луной», 1824). Писал также морское побережье, лодки и корабли в море («Два корабля», 1826). Даль был противником традиционных методов обучения и придавал большое значение работе с натуры. Среди значимых произведений: «Извержение Везувия» (1820), «Вид на Фортундаль» (1836), «Стальхейм. Пейзаж с радугой» (1842), «Две копенгагенские башни на вечернем небе» (ок. 1820), «Перед дождём» (1835), «Берёза, растущая на краю пропасти» (1849).

## Галерея

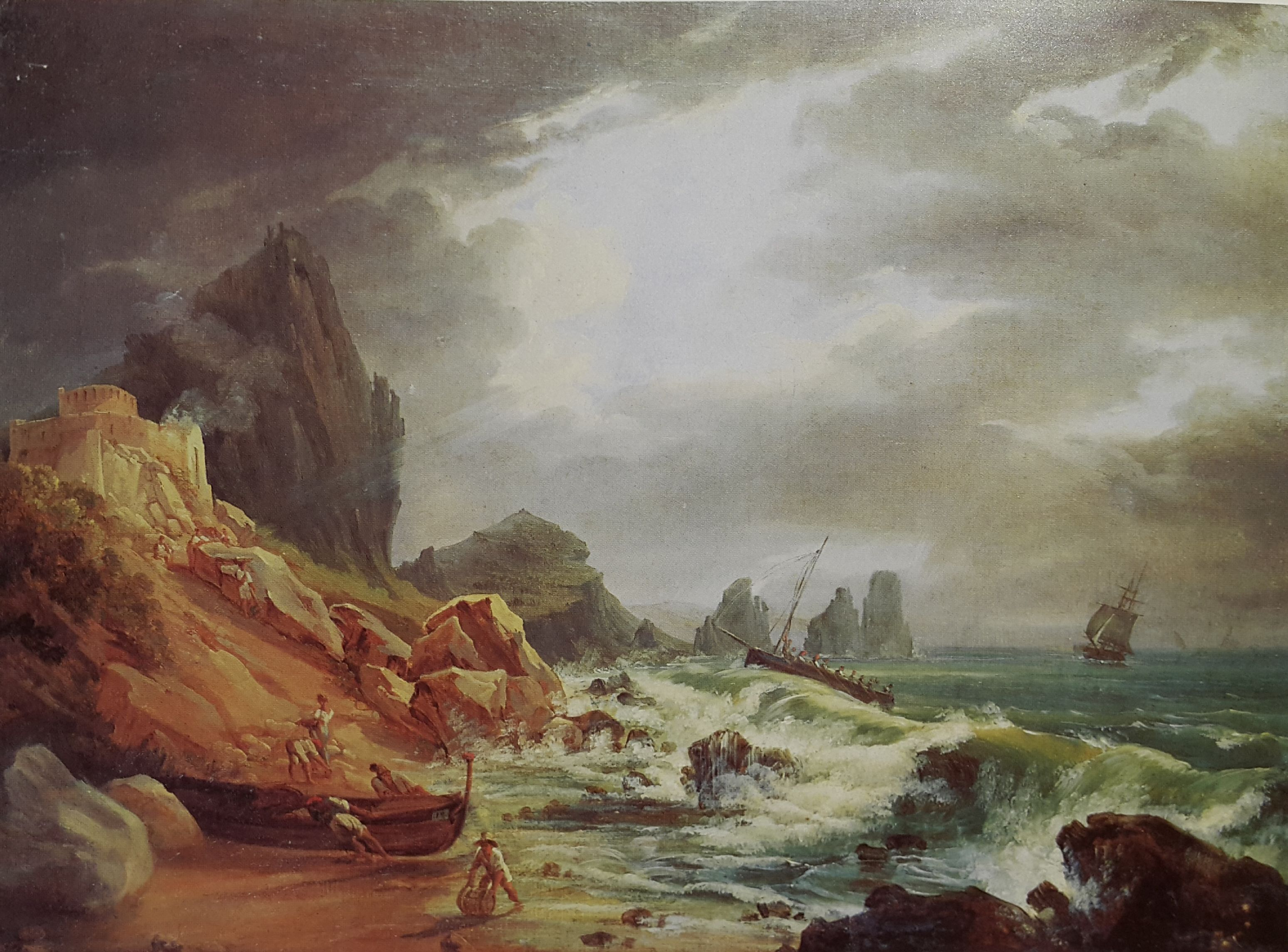
Остров Капри
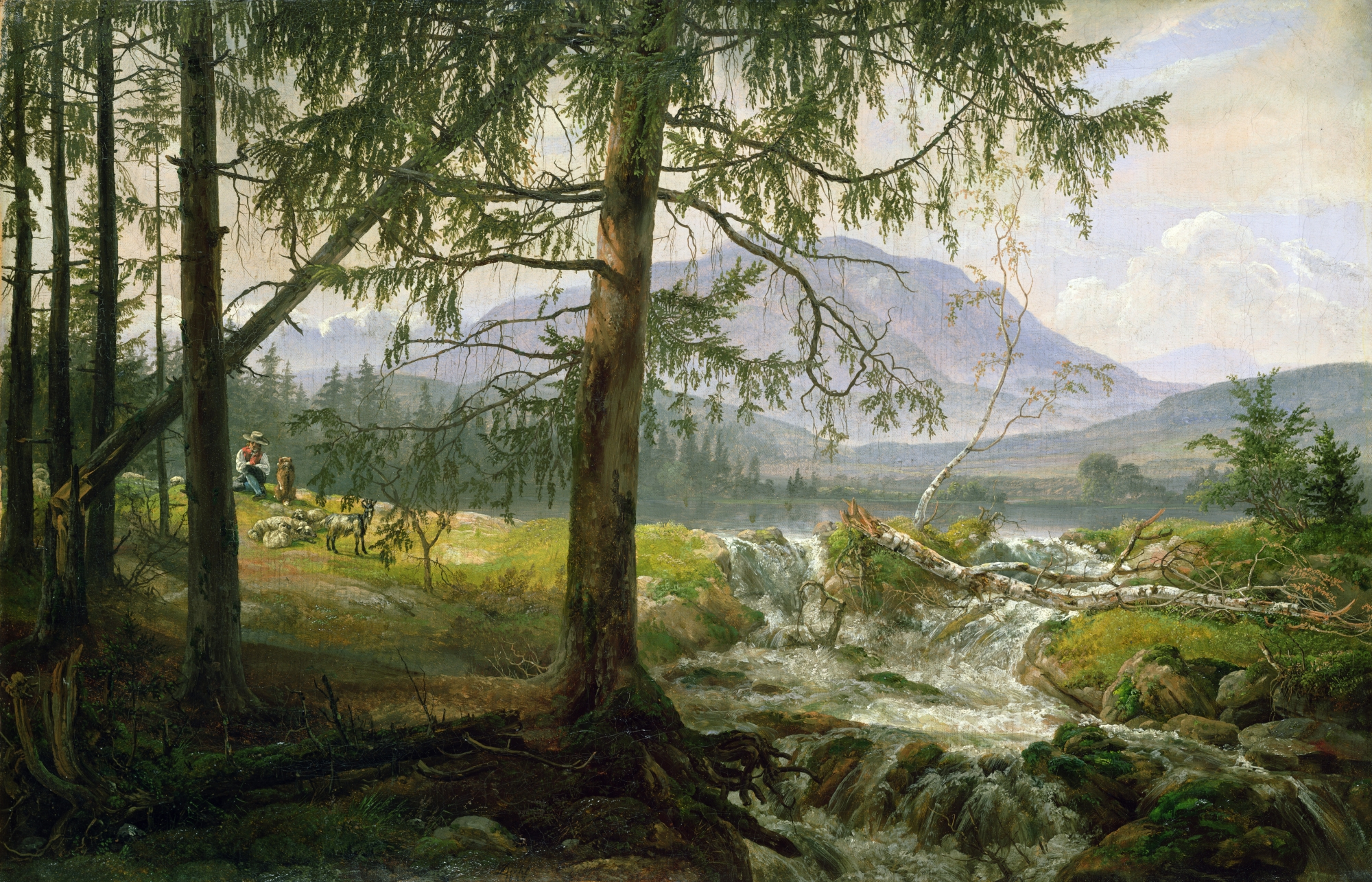
Норвежский ландшафт
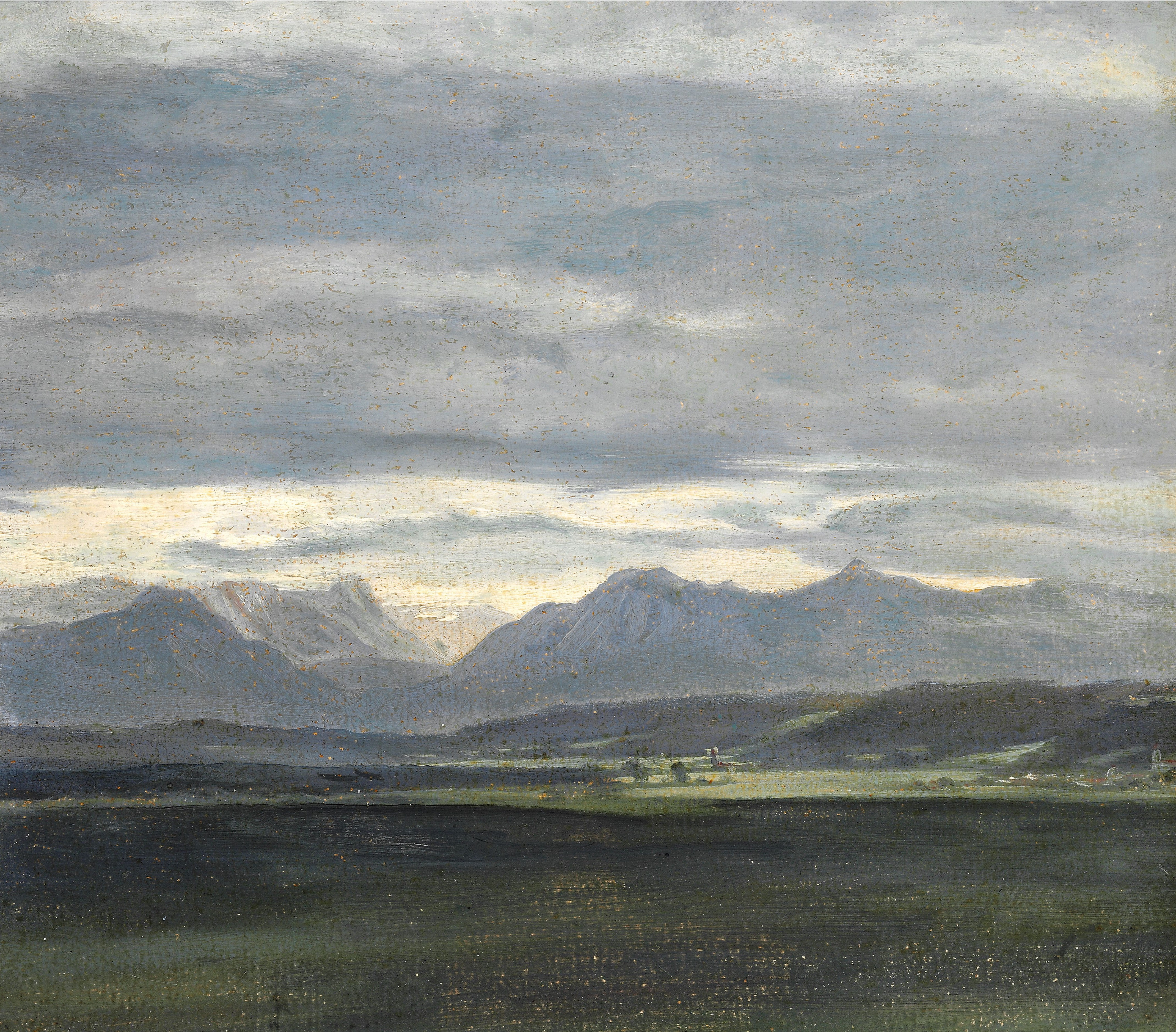
Пейзажная штудия с голубым небом над горами
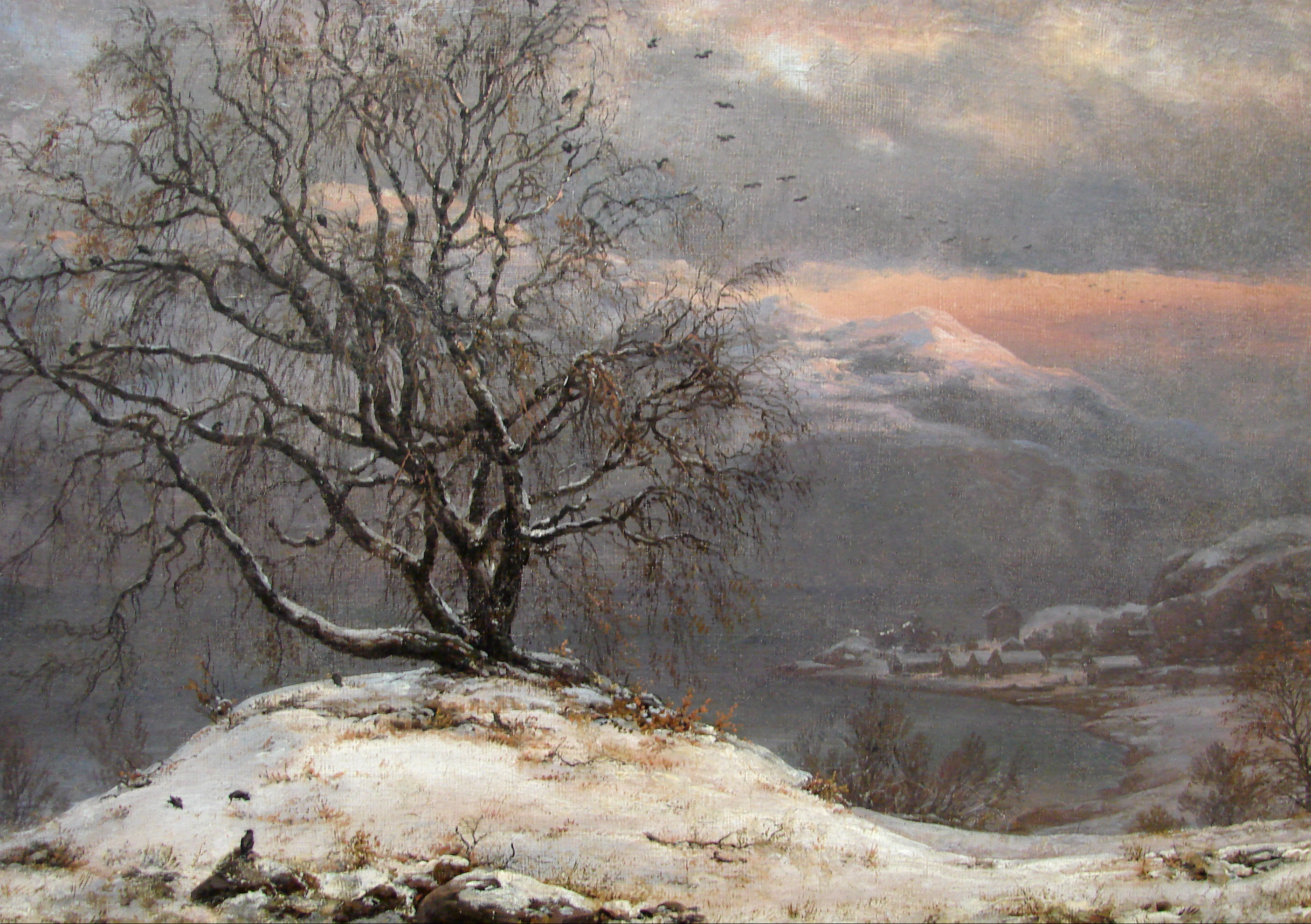
Слиндебиркен зимой
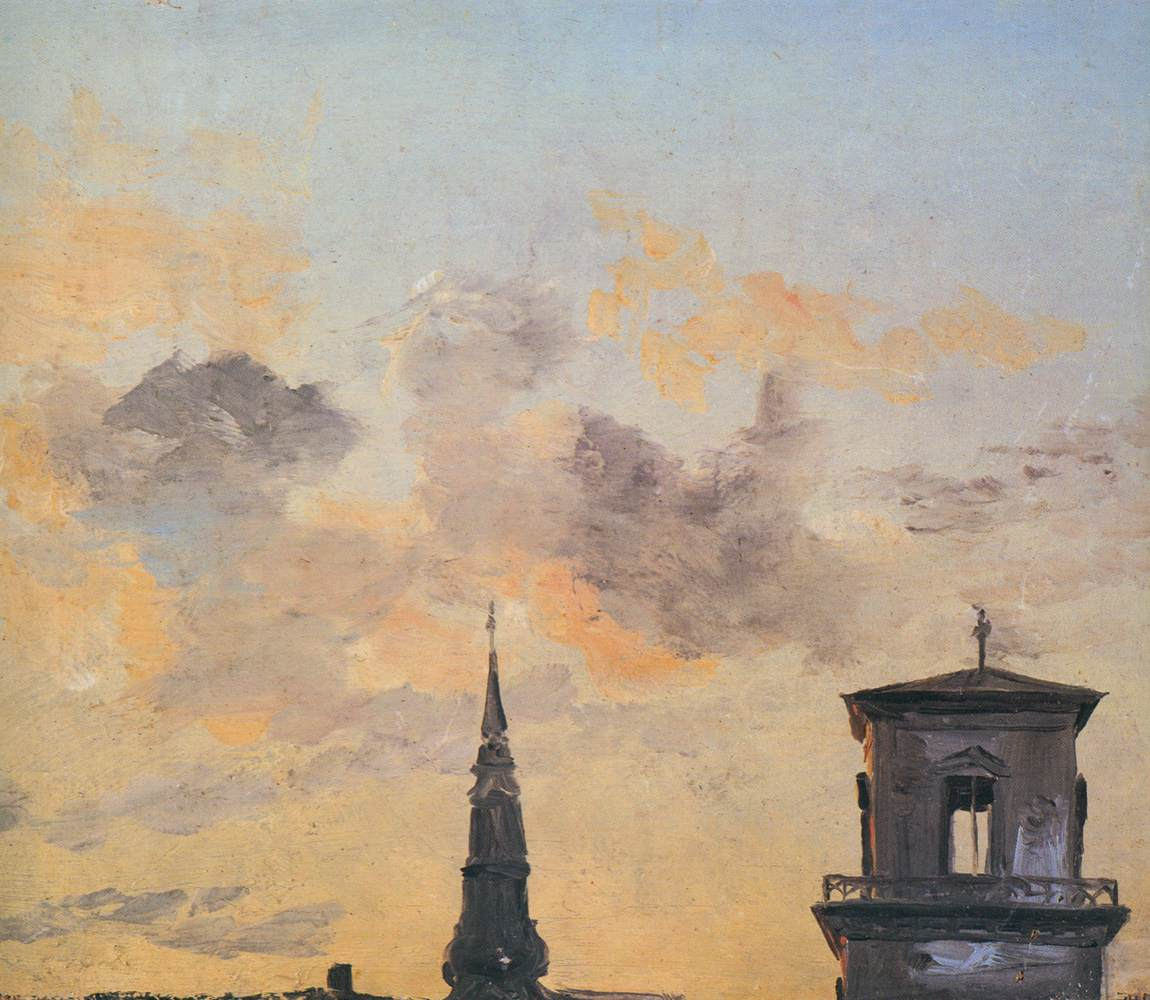
Две колокольни на закате. Копенгаген
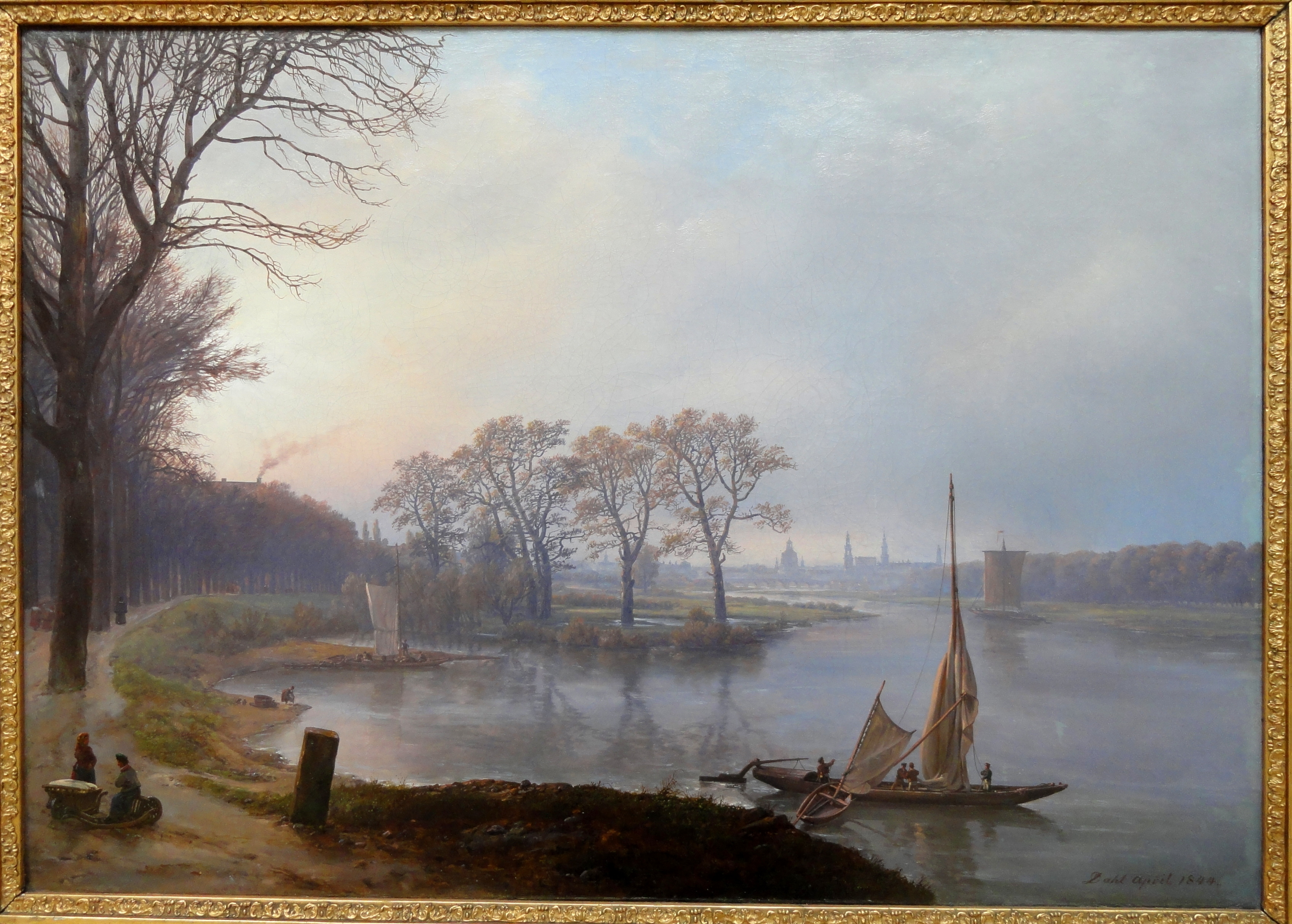
Вид на Дрезден
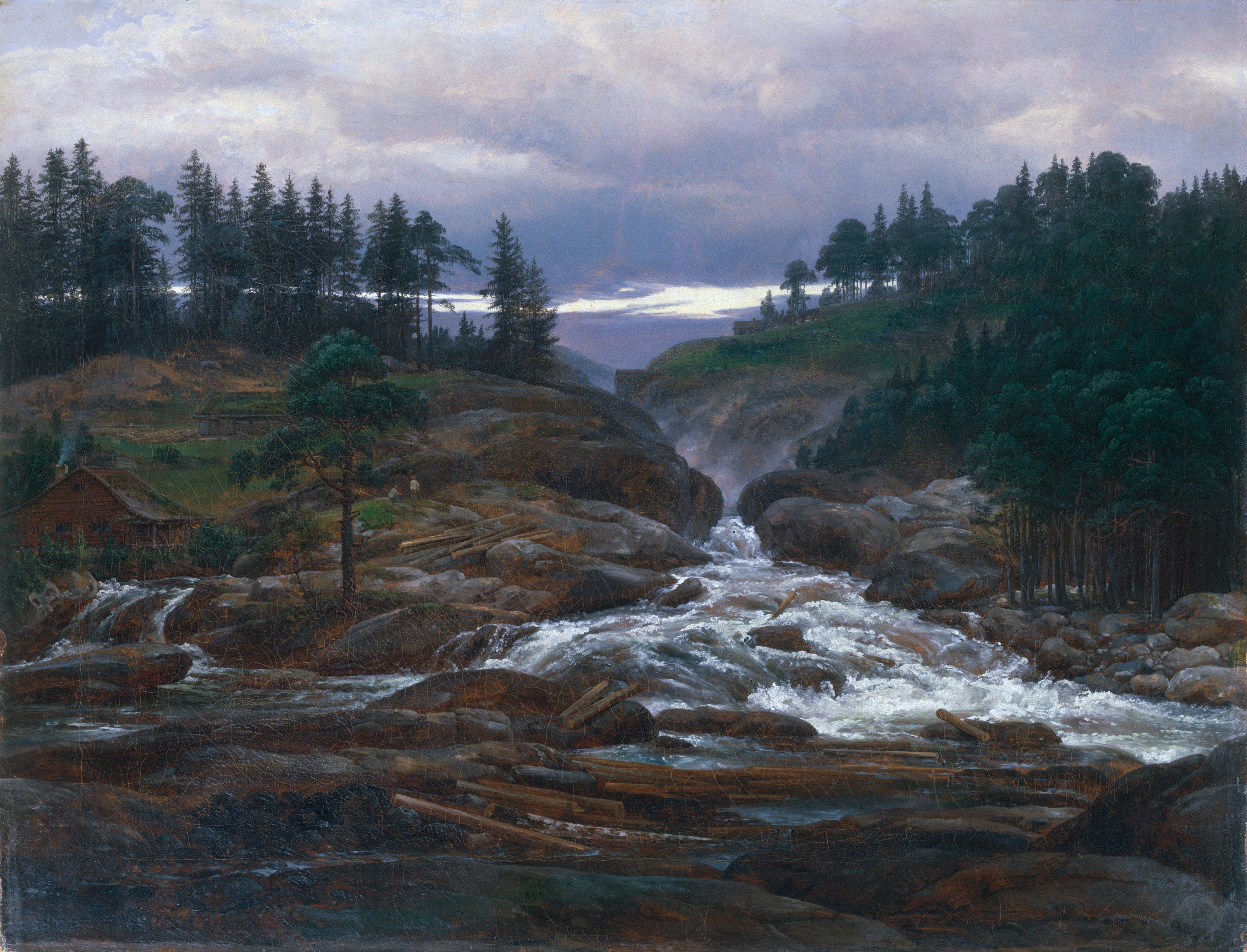
Лаброфосский водопад
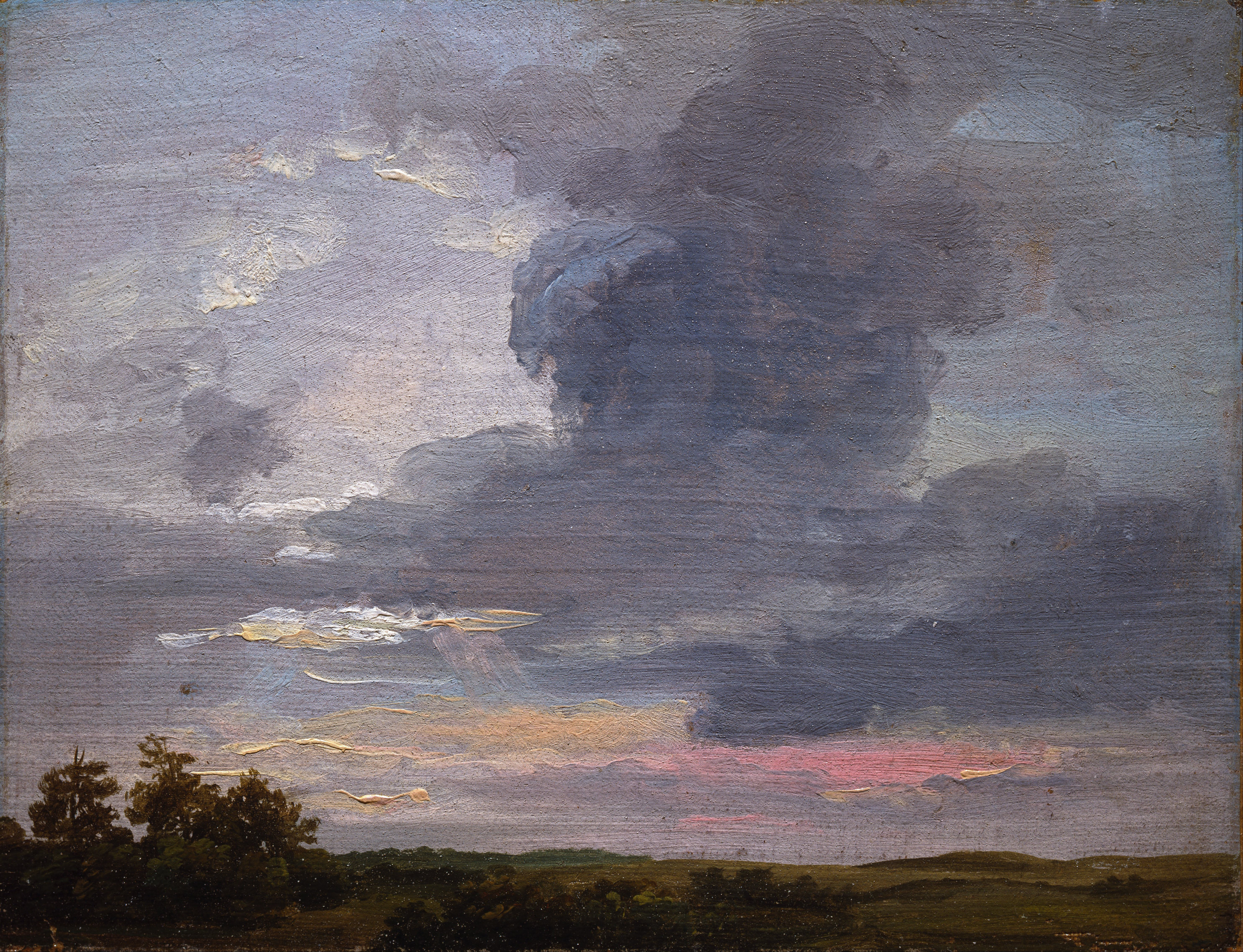
Облака над равниной. Штудия
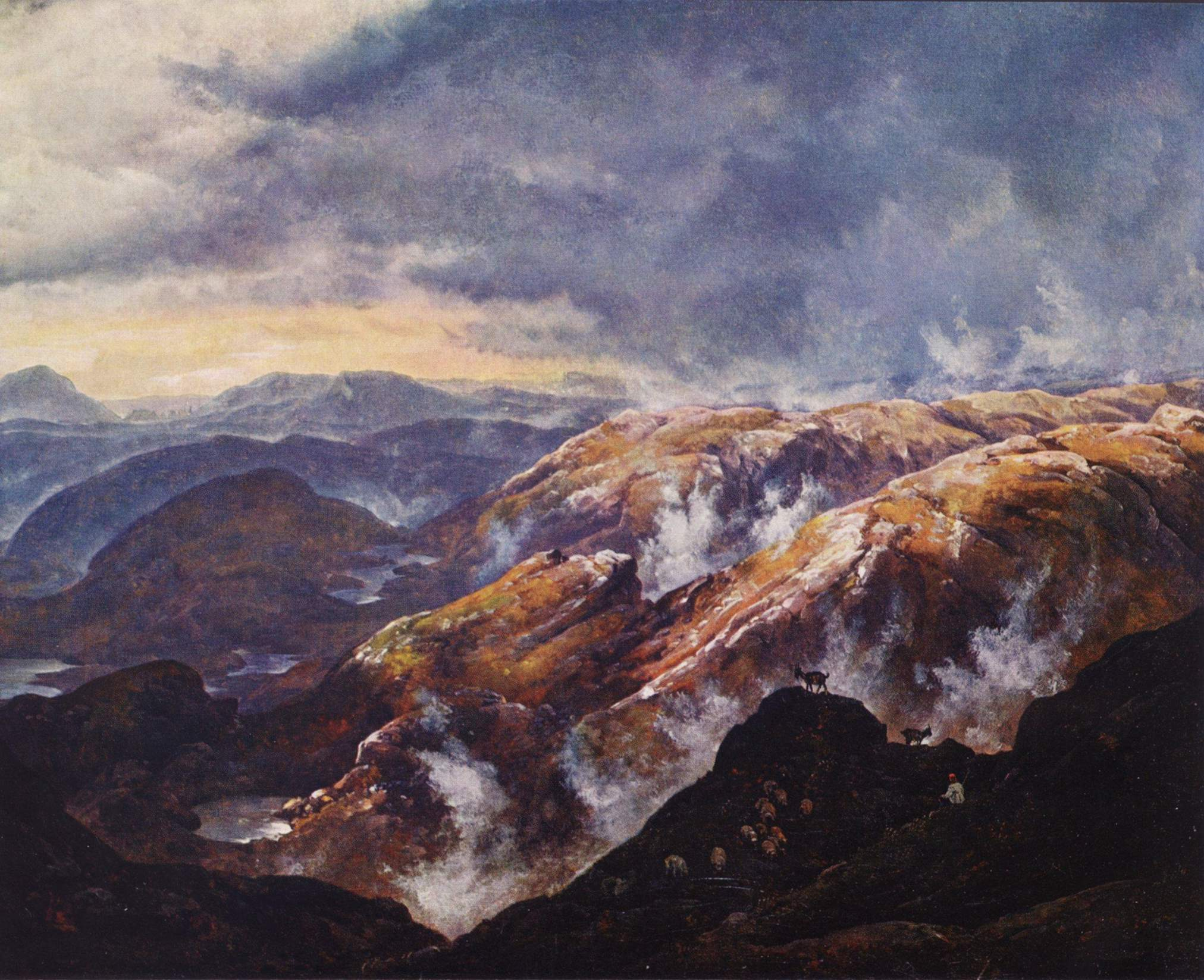
У Лайсорнета
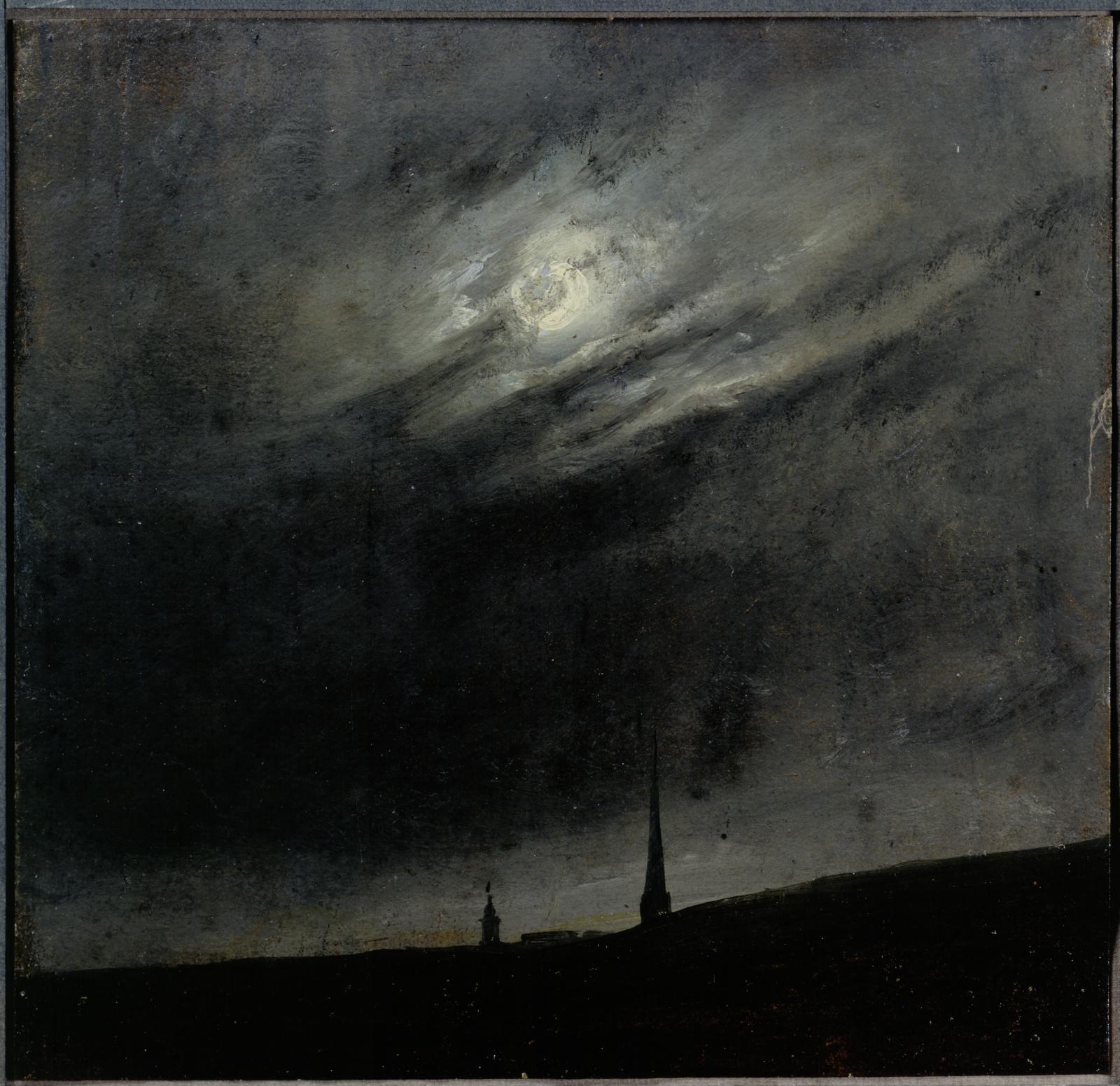
Луна над Дрезденом
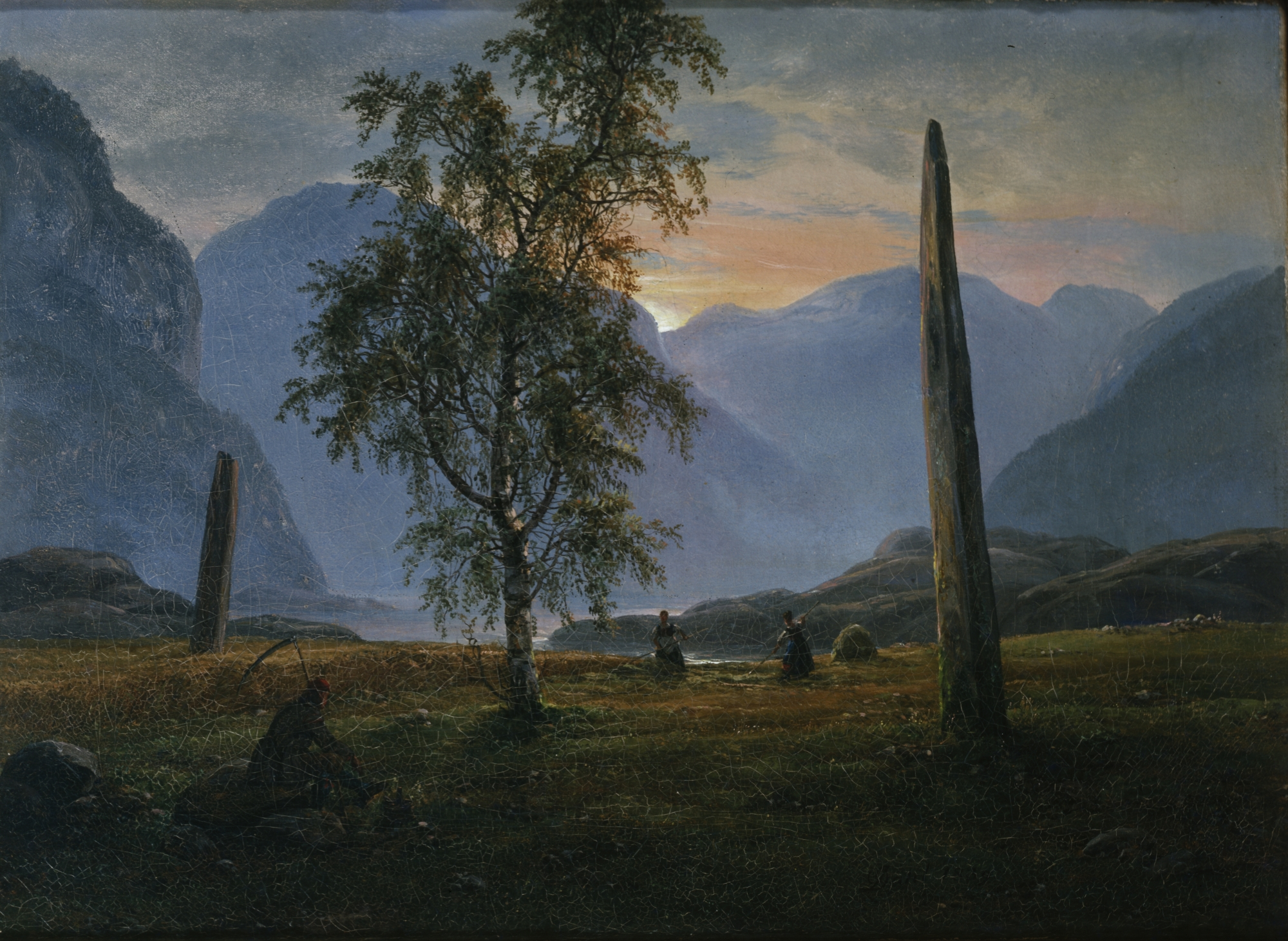
Сенокос между менгирами в Норнсе
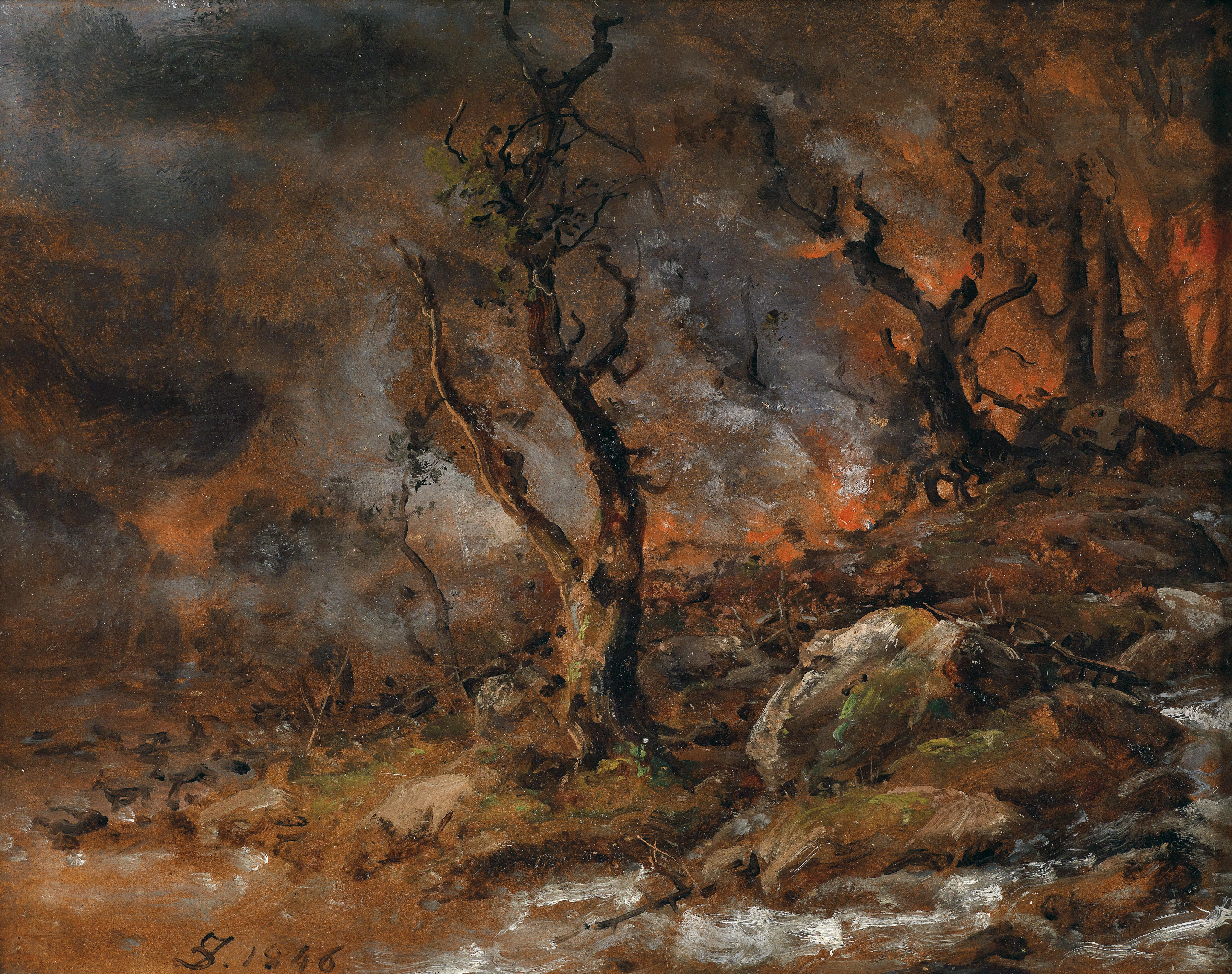
Лесной пожар
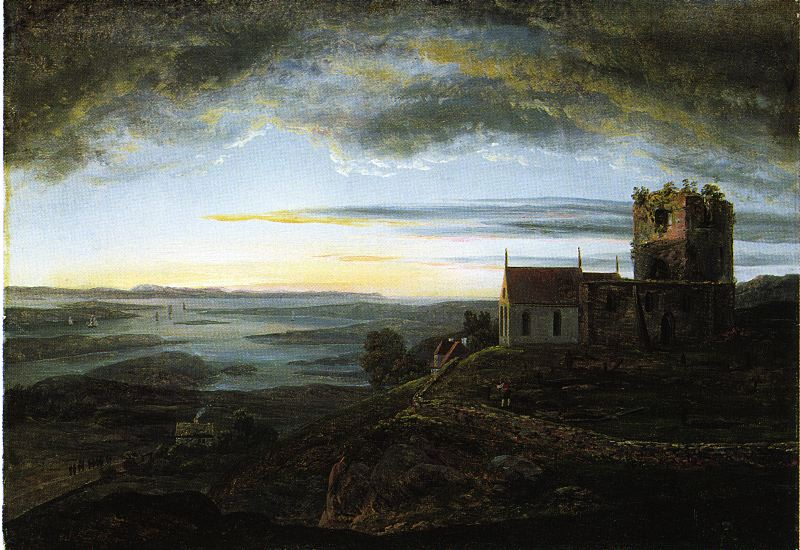
Разрушенная церковь в Авальдснесе
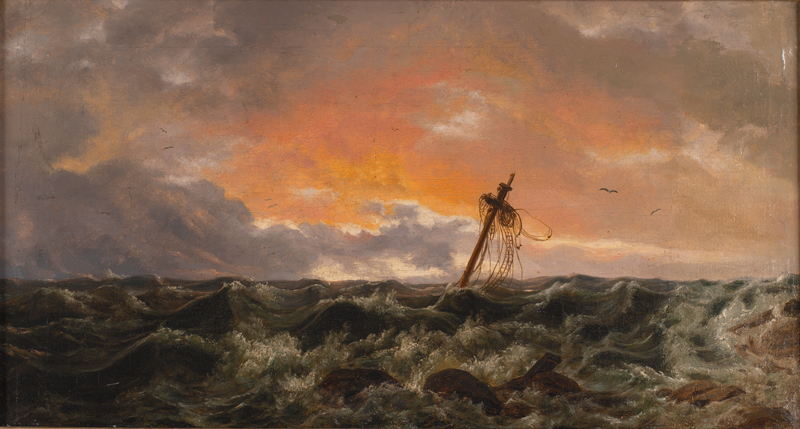
Морской пейзаж с кораблекрушением
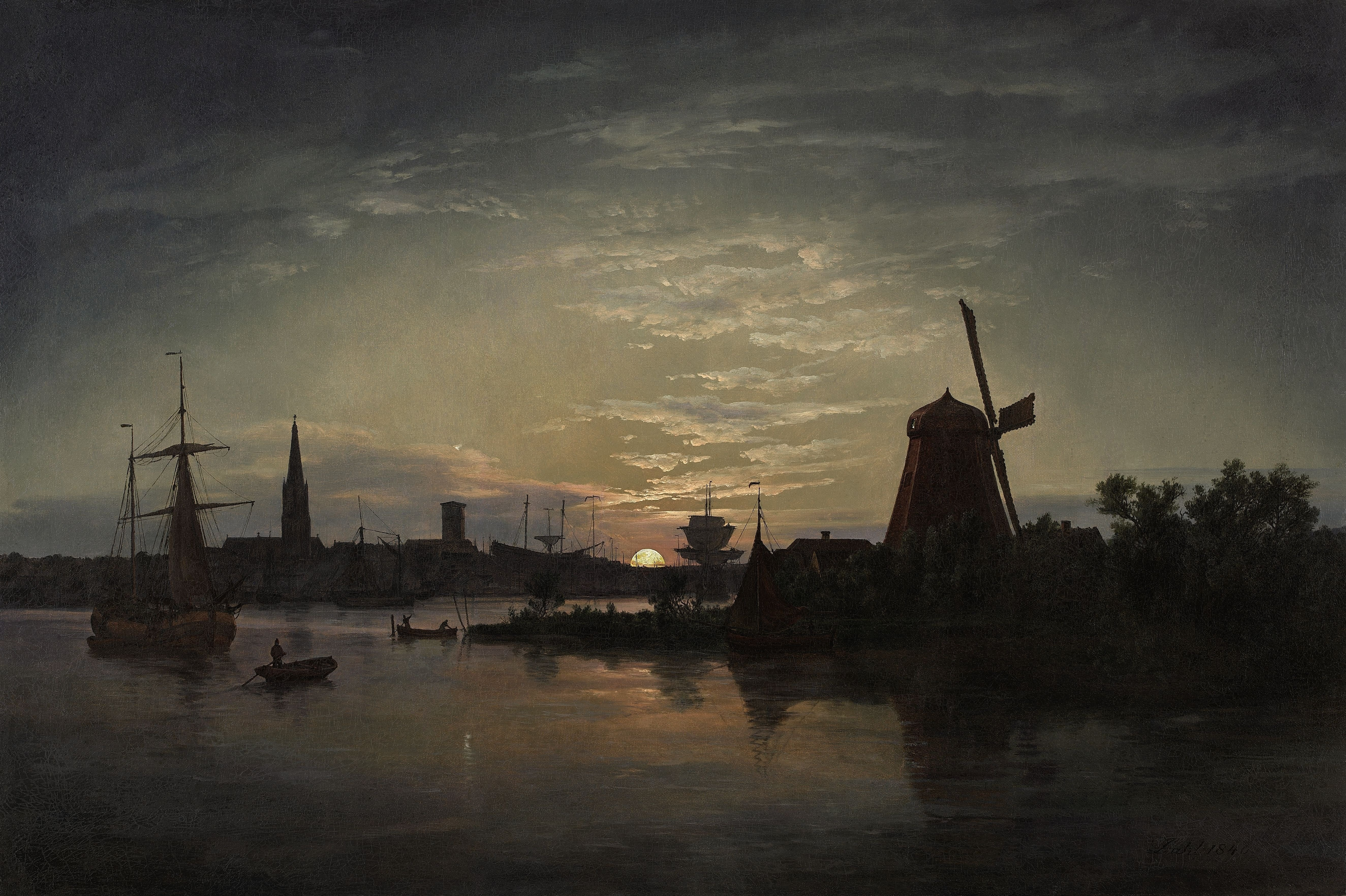
Мельница в лунном свете
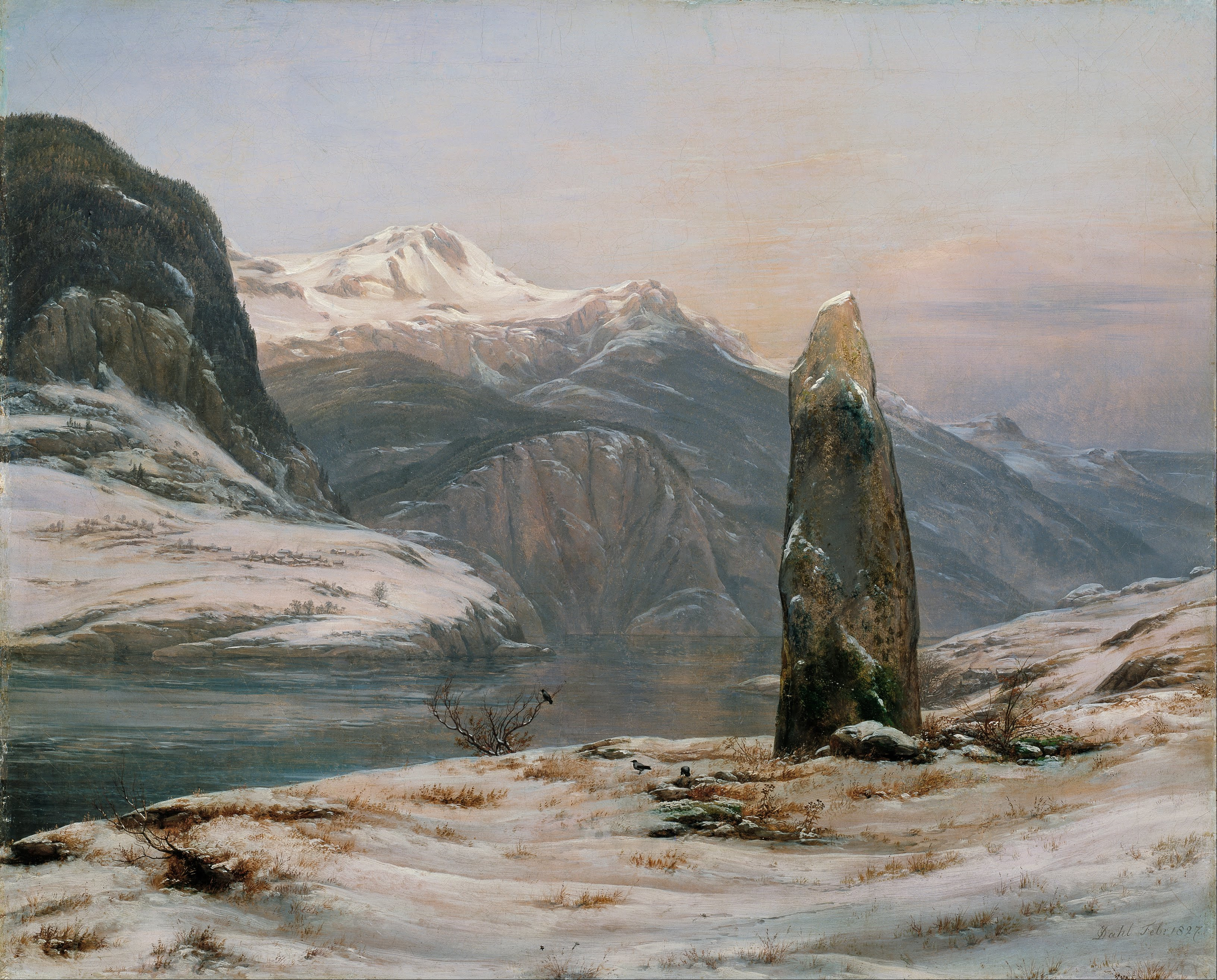
Зима в Согне-фьорде

## Избранные полотна
- «Вечерний пейзаж с пастухом» (1822; Винтертур, галерея Оскара Рейнхарта)
- «Вид из окна на дворец» (1824; Эссен, музей Фолькванг)
- «Вид Дрездена в полнолуние» (1839; Дрезден, галерея Новых Мастеров)
- «Извержение Везувия» (1823; Осло, Национальная галерея)